# Sarsia minima
Sarsia minima är en nässeldjursart som beskrevs av von Lendenfeld 1884. Sarsia minima ingår i släktet Sarsia och familjen Corynidae. Inga underarter finns listade i Catalogue of Life.